# Puerto Cabello
Puerto Cabello är en stad i delstaten Carabobo i norra Venezuela. Staden är belägen vid kusten mot Karibiska havet, cirka 120 kilometer från Caracas, och är en industristad med en av landets viktigaste hamnar. Puerto Cabello består av sex socknar, parroquias, och har 185 965 invånare (2007) vilket gör den till delstatens näst största stad. Hela kommunen består av staden samt ytterliga ett par socknar och har totalt 194 593 invånare (2007) på en yta av 434 km². Puerto Cabellos borgmästare är för närvarande Osmel Vicente Ramos Dolande. Staden grundades på 1500-talet och var under 1600-talet utsatt för angrepp av pirater. Staden har skeppslinje till Smögen.